# Церква Вознесіння Господнього (Бариш, ПЦУ)

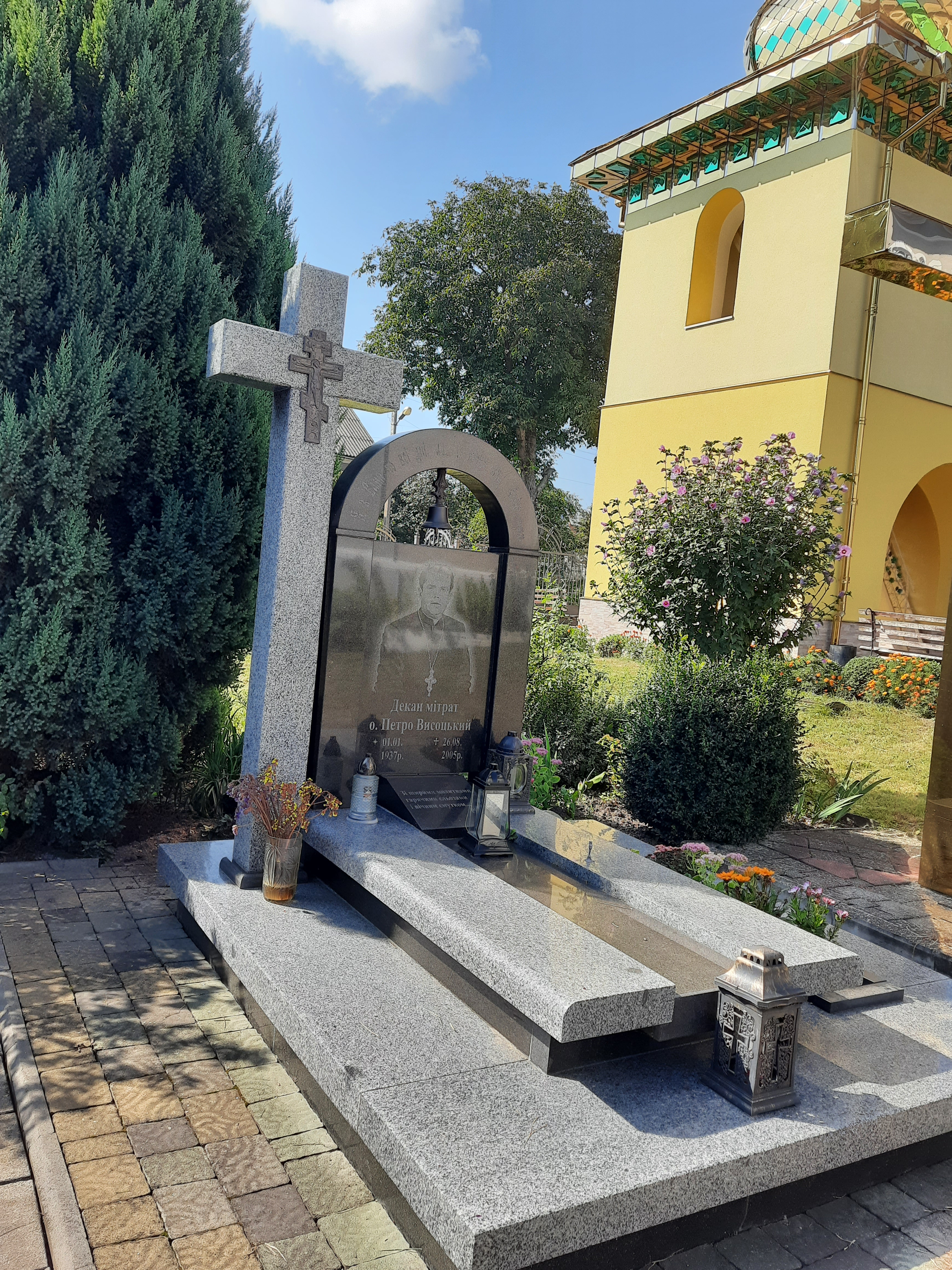
Могила декана мітрата о. Петра Висоцького

Церква Вознесіння Господнього в Бариші — парафія і храм Бучацького деканату Тернопільсько-Бучацької єпархії Православної церкви України в селі Бариші Бучацької громади Чортківського району Тернопільської области України.

## Історія церкви

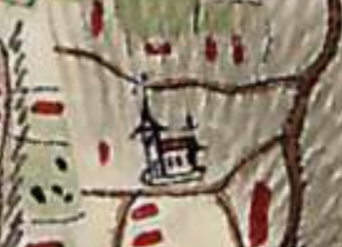
Дерев'яна церква Вознесіння Господнього на топографічній мапі Фрідріха фон Міґа, кінець XVIII ст.

Перша згадка про дерев'яний храм датується 1708 роком.
У 1732—1733 роках генеральну візитацію парафії здійснили о. Макарій Неронович та о. Антоній Сідлевич. Тоді храм та парафія належали до Подільського деканату Львівської єпархії УГКЦ.. В акті візитації зазначається, що в 1733 році образи Страстей Господніх і Страшного суду або один із них мала парафія Бариша.
Станом на 1733—1734 роки уділяла презенту воєвода белзька Тереза Потоцька.
24 квітня 1761 року храм відвідав о. Микола Шадурський.
Збереглися метрики починаючи із 1786 року.
Парафія перебувала в підпорядкуванні Монастириського (1832—1842) та Бучацького (1843—1885) деканатів УГКЦ. У 1885 році перейшла до новоствореної Станиславівської єпархії УГКЦ.
У 1860—1864 роках тривало будівництво мурованої церкви.
У 1990—2018 роках належала до УАПЦ, від 2018 — у складі ПЦУ.
6 червня 2019 року парафію візитував архієпископ Тернопільський і Бучацький Тихон.
Кількість вірян: 1832 року — 780 осіб, 1844 — 887, 1854 — 1001, 1864 — 1063, 1874 — 1090, 1884 — 1048, 1886 — 1108, 1896 — 1284, 1906 — 1500, 1914 — 1683, 1925 — 1700, 1938 — 1250.

## Парохи
- о. Стефан Скоробагатий (1733—1734)[11]
- о. Іван Винницький (~ 1832)[7]
- о. Костянтин Горинович (~ 1836, адміністратор)[7]
- о. невідомий (~ 1838)[7]
- о. Йосиф Здерковський (1838—1842)[7]
- о. Фердинанд Медвецький (1842—1843)[7]
- о. Онуфрій Ванцицький (1843—1884)[7]
- о. Роман Ляндер (сотрудник)[7]
- о. Петро Коцовський (~ 1886)[11]
- о. Теодор Меленевич (1886—1887, адміністратор)[11]
- о. Іван Зафійовський (~ 1887—1900)[11]
- о. Іван Пісецький (1900—1901)[12][11]
- о. Василь Козловський (~ 1901—1938)[11]
- о. Іван Козуб (1930—1931, сотрудник)[11]
- о. Михайло Бозак (~ 1933—1935)[11]
- о. Антін Ковальський (~ 1937—1938)[11]
- о. Петро Висоцький[13]
- о. Ігор Табачак[14][15]